# Malapascua
Malapascua ist eine philippinische Insel in der Visayas-See.
Sie liegt etwa acht Kilometer nordöstlich der Insel Cebu und gehört verwaltungsmäßig zur Provinz Cebu. Ihre Länge beträgt etwa zwei Kilometer (Nord-Süd), die Breite etwa 800 Meter.
Malapascua ist eine Koralleninsel mit vielen Korallensandstränden und Kalksteinfelsen, die man überwiegend auf der Westseite der Insel findet.
Die Insel zählt rund 5000 Einwohner. Das Barangay Logon besteht aus neun Dörfern: Logon (Hauptstadt), Tawigan, Pasil, Indonacion, Kabatangan, Bakhaw, Bool, Langob und Guimbitayan.
Die Bevölkerung lebt überwiegend vom Fischfang und in steigenden Maße vom Tourismus. Es gibt keine nennenswerte Industrie auf der Insel, jedoch eine eigene Grundschule und eine High-School.
Seit einigen Jahren wird die Insel immer stärker vom Tourismus erschlossen, es entstehen von Jahr zu Jahr mehr Beach Resorts und Tauchschulen. Besonders beliebt sind Tauchgänge zur nahegelegenen Insel Gato, welche unter Naturschutz steht, mit der Besonderheit einer Unterwasserhöhle und eines unter der Insel verlaufenden Unterwassertunnels, sowie Tauchgänge zur „Sunken Island“, wo Fuchshaie (Thresher Sharks) und bei viel Glück auch Mantarochen und Hammerhaie beobachtet werden können.
Verwaltungsstadt für Malapascua ist Daanbantayan auf der Hauptinsel Cebu.
Die Anfahrt nach Malapascua erfolgt über Cebu City (Northern Bus-Terminal), von dort in einer etwa vierstündigen Fahrt mit dem Bus oder Taxi zur Nordost-Spitze von Cebu nach Maya. In Maya kann man mit einem Banka (Pumpboot) in einer halbstündigen Fahrt nach Malapascua übersetzen.

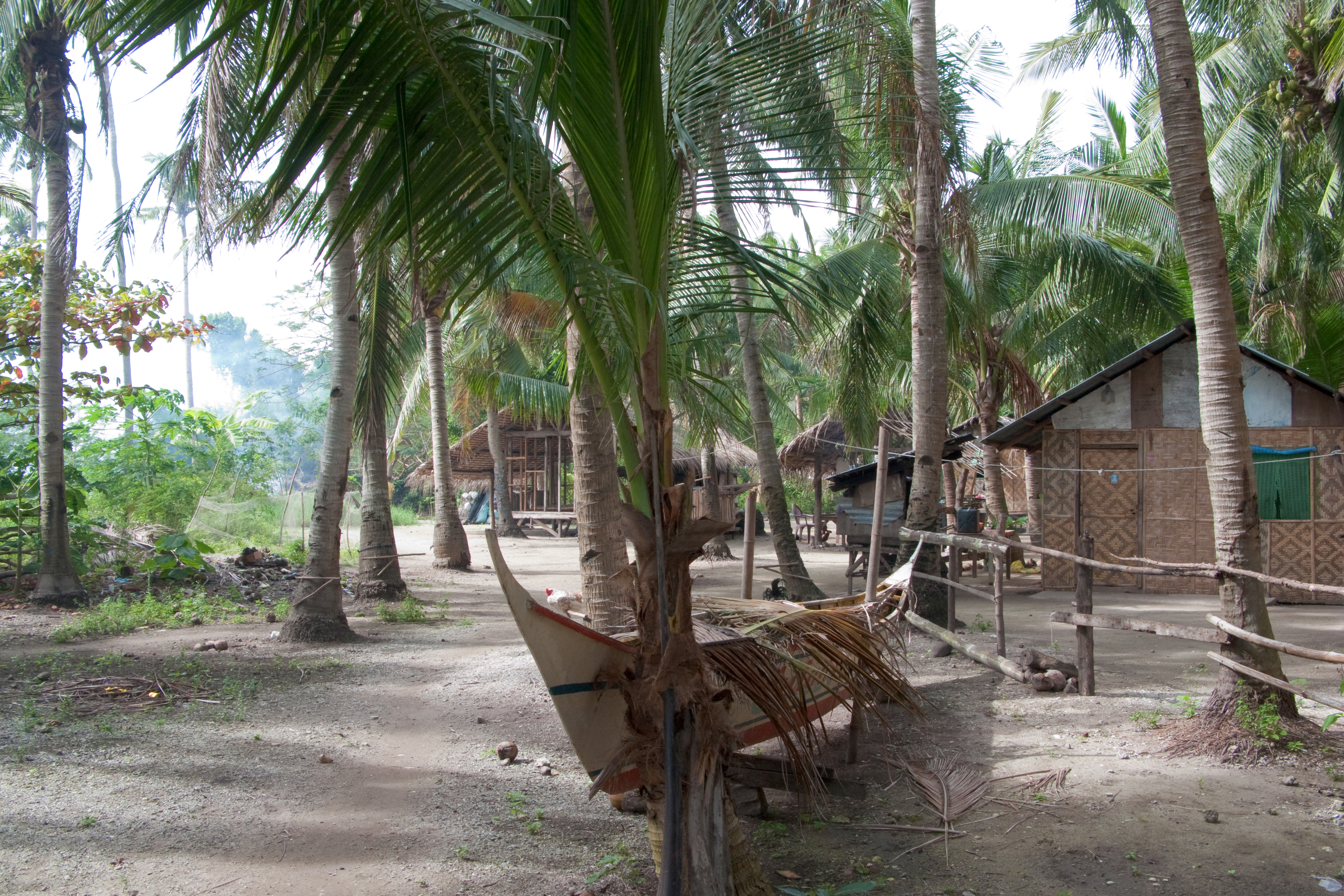
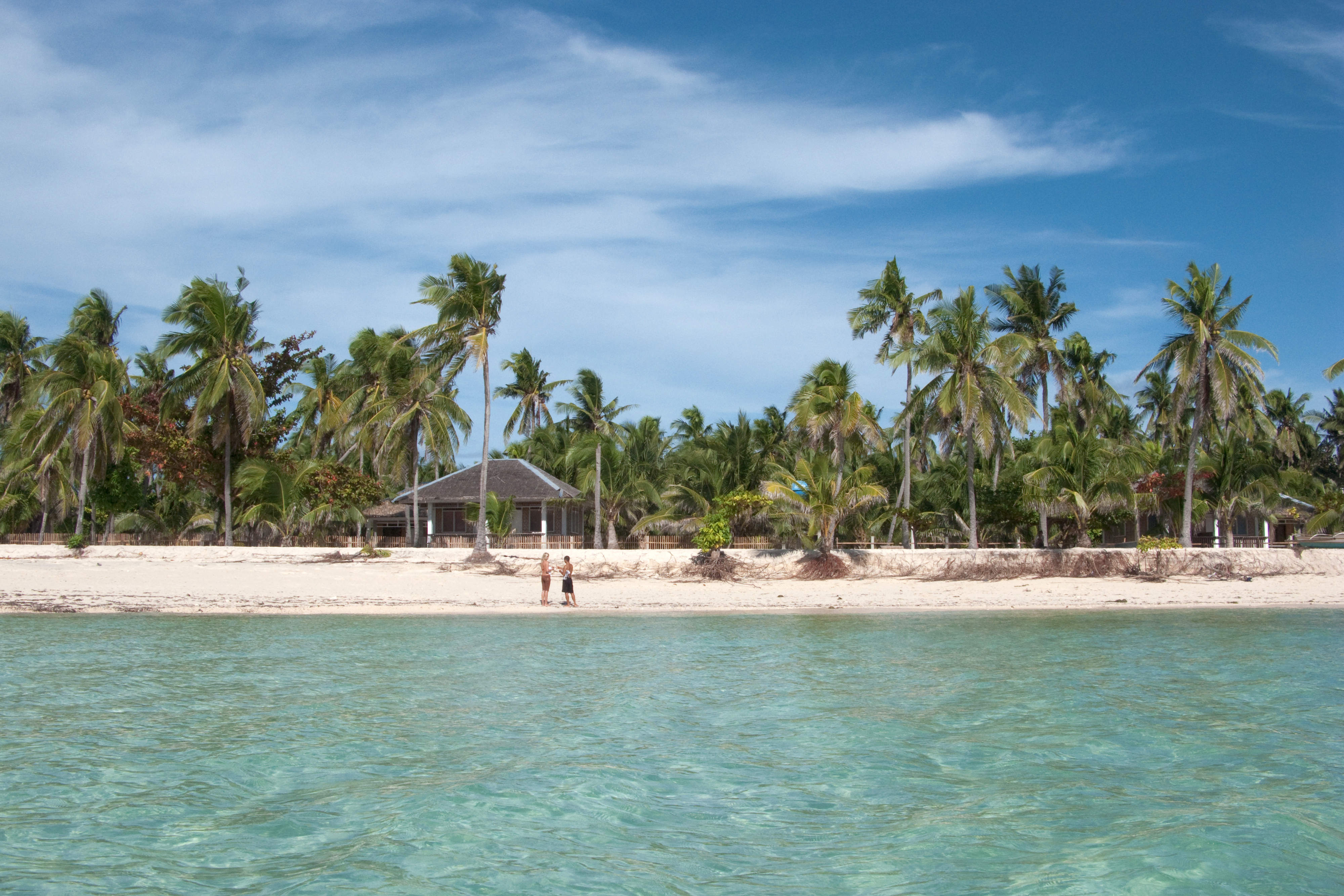
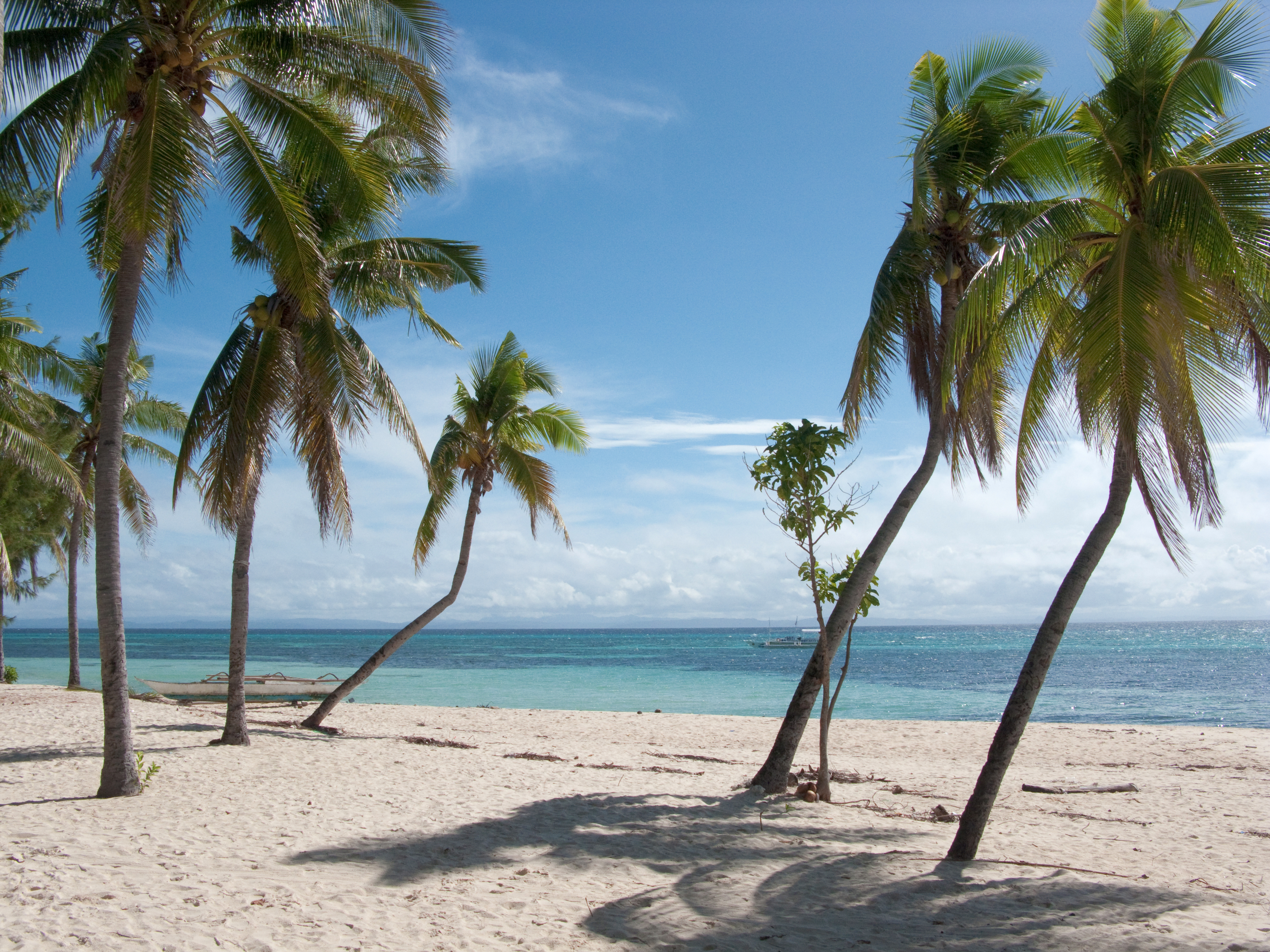
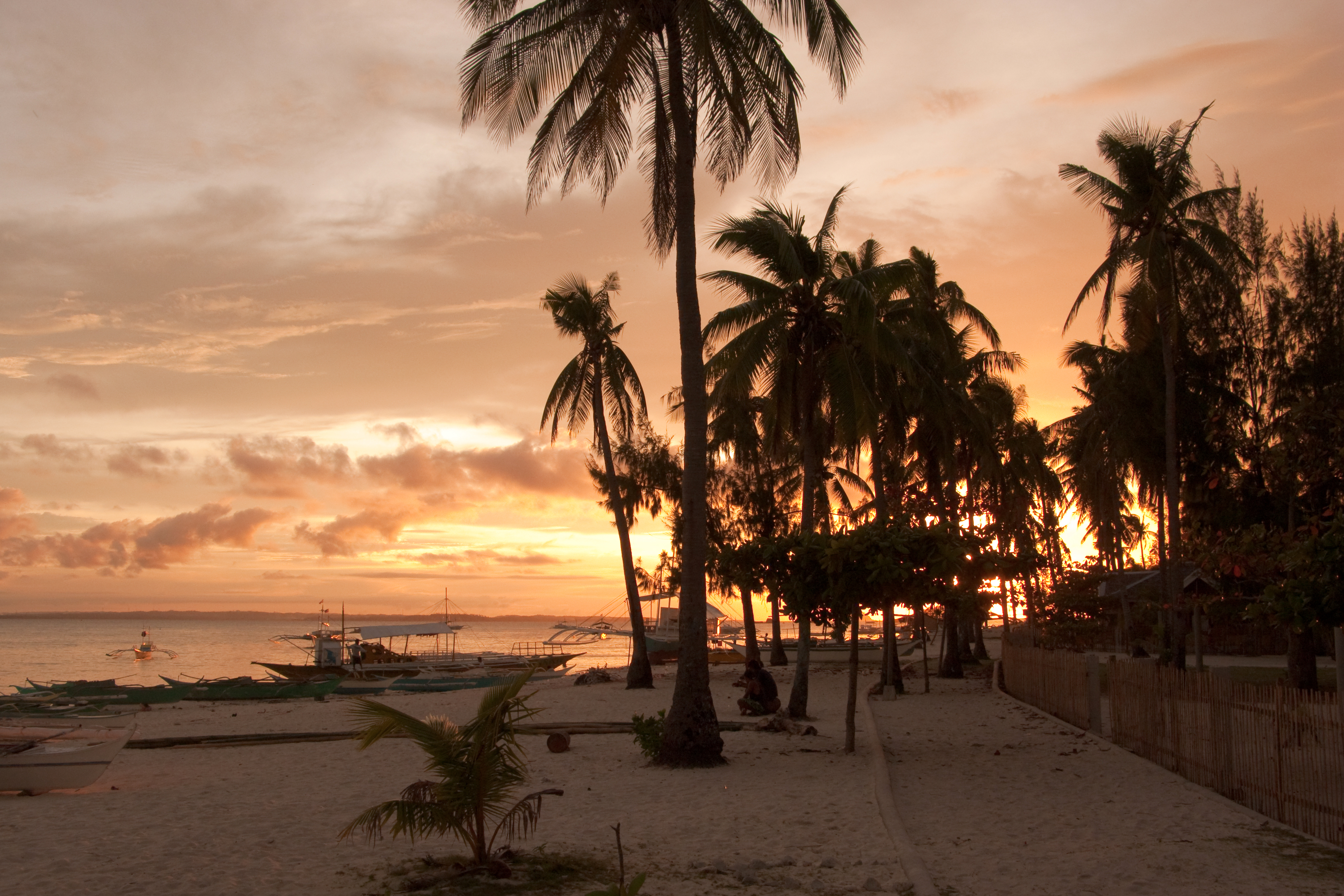
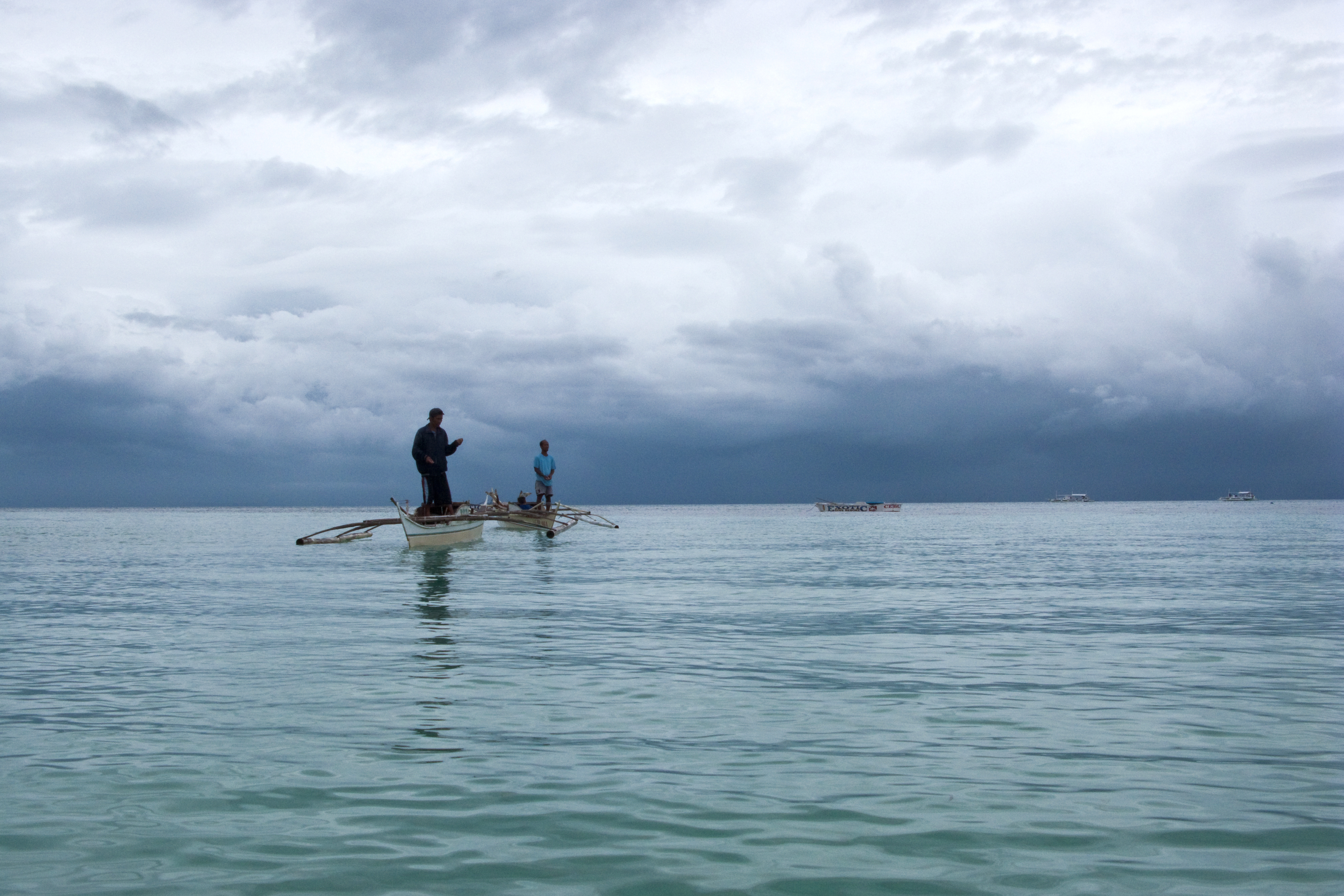